# Cataetyx laticeps
La brótula de cabeza plana (Cataetyx laticeps) es una especie de pez marino actinopterigio.

## Morfología
La longitud máxima descrita es de 65 cm. No tiene espinas ni en la aleta dorsal ni en la anal, ambas con varias decenas de radios blandos. Es vivíparo.

## Distribución y hábitat
Es una especie marina batipelágica de aguas profundas, de comportamiento demersal, que habita en un rango de profundidad entre 500 y 2.400 metros. Se distribuye por la costa este del océano Atlántico desde las islas británicas al norte hasta el cabo de Buena Esperanza al sur, también por la mitad occidental del mar Mediterráneo. Recientemente se ha descrito su presencia en el golfo de México.